# Studánka (Tachovi járás)
Studánka település Csehországban, Tachovi járásban. Studánka Tachov, Lesná és Dlouhý Újezd településekkel határos. Lakosainak száma 565 fő (2024. január 1.).

## Népesség
A település lakosságának változását az alábbi diagram mutatja:
| Lakosok száma | 862  | 683  | 812  | 286  | 342  | 387  | 490  | 525  | 547  | 565  |
|               | 1869 | 1890 | 1921 | 1950 | 1980 | 2001 | 2017 | 2019 | 2022 | 2024 |